# Josep Maria Figueres

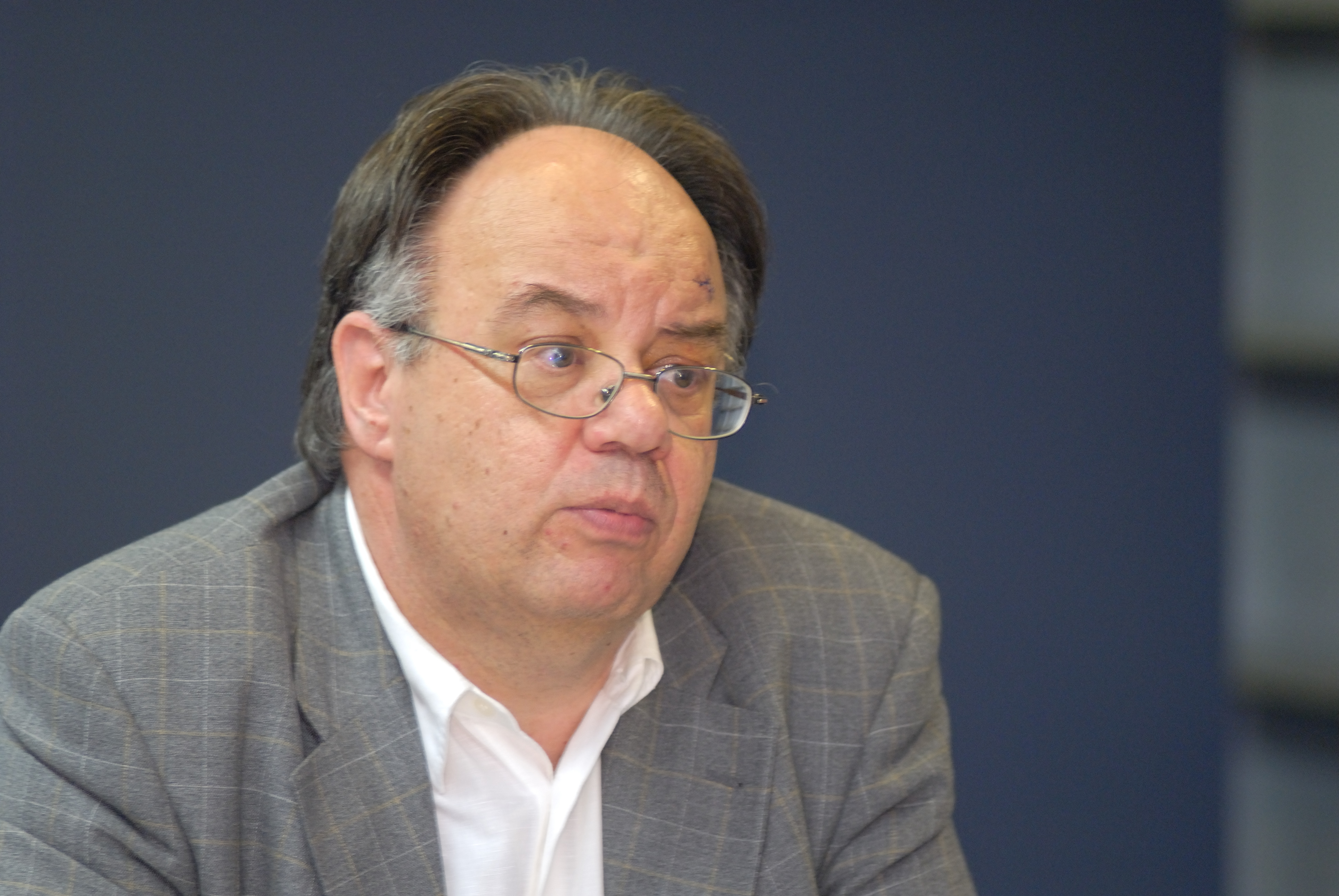
Fotografiado en 2007

Josep Maria Figueres i Artigues (Villanueva y Geltrú, 1950) es un profesor universitario y autor español, especializado en la historia del periodismo y en el catalanismo político.
Es autor de obras como Valentí Almirall, forjador del catalanisme (1990); Breu Història de la Premsa a Catalunya (1994); Història de l'anticatalanisme. El diari ABC i els seus homes (1997); Premsa i nacionalisme: el periodisme en la reconstrucció de la identitat catalana (2002)Pau Casals. Escrits i discursos: pau, pau i sempre pau! (2010); Periodisme en la Guerra Civil (1936-39) (2010); o La Veu de Catalunya (2013).